# Flavio Giurato
Flavio Giurato (Roma, 10 gennaio 1949) è un cantautore italiano.

## Biografia
Figlio di un diplomatico, Giovanni Giurato, che è stato Console Generale in Uruguay, inizia la carriera come autore, scrivendo per altri artisti come Anna Melato (Madame Marilou, nel 1974). 
È fratello del giornalista Luca Giurato e del direttore della fotografia Blasco Giurato; suo nonno materno fu il regista e librettista Giovacchino Forzano.
Firma un contratto con la Dischi Ricordi e pubblica nel 1978 il suo primo LP, Per futili motivi, un concept album sulla storia di un ragazzo nel periodo del fascismo e dello scoppio della seconda guerra mondiale.
L'album viene trasmesso spesso dalle radio private, in particolare la title track (con il ritornello in romanesco) e Che ne sapevo; ma è il disco successivo, Il tuffatore (pubblicato per la CGD), quello che è giudicato il suo capolavoro e che, grazie anche alla trasmissione Mister Fantasy (condotta da Carlo Massarini) che trasmette nel corso delle puntate i video di alcune canzoni del disco, riscuote maggior successo.
Le atmosfere musicali mescolano, come nel precedente, canzoni acustiche come Valterchiari, Introduzione o Notte di concerto a melodie orecchiabili come L'acchiappatore dell'acqua e Orbetello, oltre ad un brano strumentale, La stanza del mezzosogno.
Anche in questo caso si tratta di un concept album: il tema questa volta è una storia d'amore, nata durante un torneo di tennis ("Tu sei nel mio cuore dal torneo di Orbetello/quando è libecciato e non si è giocato..."), con divagazioni sulla vita giovanile di quegli anni e, qui e là, alcuni spunti ironici ("Amore amore amore,/figliola non andare coi cantautori,/amore amore amore/che poi finisci nelle canzoni...").
L'album è presente nella classifica dei 100 dischi italiani più belli di sempre secondo Rolling Stone Italia alla posizione numero 84.
Però Marco Polo, decisamente sperimentale, non ripete l'exploit, e causa anche la fine del contratto con la casa discografica, per cui Giurato, pur continuando a comporre e ad esibirsi sporadicamente dal vivo, non pubblica più dischi per quindici anni. In questo periodo, tra le altre cose, realizza dei documentari.
Il manuale del cantautore, nel 2002, viene pubblicato senza molta pubblicità da Vitaminic, etichetta che consente anche di scaricare l'album dal suo sito: grazie ad alcune canzoni come Ustica o L'ufficialino, riattira l'attenzione dei vecchi fans, consentendo a Giurato di riprendere l'attività dal vivo e di pubblicare nel 2004 Flavio Giurato live, un disco dal vivo allegato ad un volume di racconti di alcuni grandi scrittori italiani (come Aldo Nove, Gianrico Carofiglio Tiziano Scarpa, Paolo Nori, Fulvio Abbate e Alessandra C), intitolato Il tuffatore - Racconti e opinioni su Flavio Giurato ispirati alle canzoni più note del cantautore.
La CGD coglie l'occasione per ripubblicare (nella collana L'Urlo) in cd Il tuffatore e Marco Polo.
Il disco del 2007 riprende nel titolo il disco uscito per Vitaminic e racchiude, oltre ad alcune reincisioni di brani tratti da quel disco (come L'ufficialino e la stessa title track) alcuni inediti come La tentazione, La Giulia bianca e I dinosauri.
Nel 2009 scrive e canta, insieme ai Maisie, il brano "Ivana e Gabriella", presente nel loro doppio album Balera metropolitana.
Nel 2014 pubblica il singolo Dogma, realizzato con Fausto Rossi e Rosybyndy
Esce nel marzo 2015 l'album La scomparsa di Majorana con 10 pezzi. Della title track viene girato anche un videoclip.
Il 22 aprile 2017, in occasione del Record Store Day, è stato ripubblicato in edizione limitata (500 copie numerate) il vinile de Il tuffatore.
Ad agosto 2017 il singolo Soundcheck ha preceduto l'album Le promesse del mondo, uscito il 5 ottobre 2017.
Il 9 aprile 2020 pubblica Nuovo Marco Polo, un EP composto da due brani; il primo, titletrack, è narrato, e il secondo, Caravan, sotto forma di canzone più comune.

## Discografia
Album in studio
- 1978 - Per futili motivi (Dischi Ricordi, SMRL 6240)
- 1982 - Il tuffatore (CGD, 20318)
- 1984 - Marco Polo (CGD, 20412)
- 2007 - Il manuale del cantautore (Interbeat, M&T 02-07)
- 2015 - La scomparsa di Majorana (Entry)
- 2017 - Le promesse del mondo (Entry)

Album dal vivo
- 2002 - Il manuale del cantautore (Vitaminic)
- 2004 - Flavio Giurato live (No Reply)

EP
- 2020 - Nuovo Marco Polo (Entry)

Singoli
- 1979 - Per futili motivi/Due voci (Dischi Ricordi, SRL 10894)